# 溧陽公主
溧陽公主（536年—?），中国南朝梁简文帝萧纲之女。
549年，侯景之乱，侯景拥立萧正德为皇帝，萧正德把女儿萧氏嫁给了他。侯景攻入建康，梁武帝死后，侯景拥立太子萧纲为梁简文帝。梁简文帝把女儿溧陽公主嫁给了侯景。侯景以溧阳公主为妃，请简文帝及公主之母范淑妃宴于西州，奏梁所常用乐。551年，侯景废黜简文帝和后继的萧栋。侯景因为溧陽公主美丽，十分宠爱她。王伟劝侯景不要荒废政事，侯景告诉了公主，公主对王伟口出恶言。王伟于是害死了简文帝。侯景被杀后，尸体拿盐腌了，丢到大街上。城中的人都抢着吃他的肉，有人抢了一块，送去给溧阳公主吃。溧阳公主也照吃不誤。

## 传记资料
- 《梁書》
- 《隋书》 卷十三 志第八
- 《南史》 卷八 梁本纪下第八
- 《南史》 卷八十 列传第七十